# Setagrotis planifrons
Setagrotis planifrons là một loài bướm đêm trong họ Noctuidae.